# Âm nhạc cổ điển thế kỷ 20
Nhạc cổ điển thế kỷ 20 là một giai đoạn trong lịch sử phát triển của nhạc cổ điển. Đây là giai đoạn nối tiếp thời kỳ âm nhạc Lãng mạn. Đây là thời kỳ trải qua rất nhiều biến động của lịnh sử, những biến động mang tính chất toàn cầu. Hai cuộc chiến tranh thế giới, Chiến tranh Lạnh, Cách mạng công nghiệp lần thứ ba, toàn cầu hóa, tất cả đã ảnh hưởng rất nhiều đến sáng tác của các nhà soạn nhạc. Có nhiều chất liệu mới để sáng tác đến nỗi thật khó đếm hết có bao nhiêu trường phái âm nhạc trong thời âm nhạc này. Điểm chính yếu của âm nhạc cổ điển thế kỷ 20 đó là các nguyên tắc cũ đã không còn phù hợp với gu của các nhà soạn nhạc thời kỳ này. Họ đã đảo lộn những quy tắc âm nhạc vốn có và tìm những cách thức thể hiện mới, và tất nhiên là cả những đề tài mới. 

## Sự chuyển giao thời đại[1]

### ỞViên
Nếu như vào thế kỷ 18, Viên chính là thủ đô của âm nhạc thời kỳ Cổ điển, củng cố nó vững chắc và biến âm nhạc mang phong cách cổ điển trở thành đỉnh cao thì đến cuối thế kỷ 19-đầu thế kỷ 20, thành phố này trở thành nơi phôi thai cho những cái mới lạ trong nhạc cổ điển. Đó chính Trường phái Viên thứ hai mà đứng đầu là nhà soạn nhạc nổi tiếng Arnold Schoenberg. Schoenberg cho rằng điệu tính đang dần được khai thác hết và quyết định từ bỏ nó. Đó là thứ tự mà hòa âm và hợp âm ăn khới với nhau. Từ bỏ nó là từ bỏ âm nhạc cần phải đẹp. Những người nổi tiếng nhất của trường phái Viên thứ hai là Schoenberg, Anton von Webern và Alban Berg. 

### Những người theo phong cách cũ

#### Những người hoài nghi
Không phải cùng thời với Schoenberg, Webern và Berg cảm thấy thích thú với những gì mà họ đang làm ở Viên. Sergei Rachmaninov chính là một trong những người như thế. Ông tiếp tục phong cách lãng mạn của mình trong các sáng tác của mình cho đến tận thập niên 1940. Còn một số khác, như Jean Sibelius, thì lại phản ứng những đổi mới ở Viên bằng cách cảm thấy bị tụt lại phía sau và dừng lại. Sibelius đã không bố một trang nhạc mới nào trong 26 năm cuối đời, một điều hiếm có trong nhạc cổ điển.

#### Những người chấp nhận
Không phản ứng một cách không bất ngờ như kiểu Rachmaninov hay bất ngờ như kiểu Sibelius, một số nghĩ có thể hòa hợp phong cách đương thời với phong cách mới, bằng con mắt riêng của bản thân và vẫn có thể giữ khán giả nghe nhạc đương thời. Một trong những trường hợp thành công của cách phản ứng đó là Richard Strauss. Strauss đã bắt đầu thu nhận ý tưởng của Schoenberg, nhưng không quá rõ ràng. Tác phẩm của Richard Strauss vì thế mà có thể hơi khó nghe nhưng cũng không đến nỗi trừu tượng.

## Sự phát triển của thời kỳ mời[1]

### Một số điểm nhấn
Igor Stravinsky đã gây sốc cho người nghe, nhưng cũng không thiếu phần thích thú. Âm nhạc của ông mang tính chất máy móc, và có âm hưởng của âm nhạc dân gian Nga. Phong cách hòa âm của ông cũng mới mẻ, cụ thể ông đặt hợp âm này lên hợp âm khác. Chính vì thế, âm thanh tươi mới nhưng chưa bao giờ xa lánh người nghe. Với những đóng góp của mình, ông được Tạp chí Times bình chọn là nhà soạn nhạc vĩ đại nhất thế kỷ 20.
Âm nhạc dân gian có lẽ là một món ăn thú vị đối với các nhà soạn nhạc thế kỷ 20. Ralph Vaughan Williams đã trộn nét của âm nhạc dân gian, âm nhạc nhà thờ và tàn dư của thời kỳ âm nhạc Lãng mạn. Còn Béla Bartók đã viết nhạc trên tiết tấu nhanh của âm nhạc quê hương. Cả hai người đều thích sưu tầm âm nhạc dân gian. Trong khi đó, Olivier Messiaen lại thích đi sưu tập âm thanh thiên nhiên như tiếng chim hót và sử dụng chúng trong những tác phẩm của mình.

### Tác động của chính trị

#### Đức quốc xãvàLiên Xô
Nhiều nhà soạn nhạc và nghệ sĩ đã bị chuyển đến các trại tập trung của Đức quốc xã vì các lý do niềm tin, tôn giáo hoặc chủng tộc.
Còn tình hình ở Liên Xô thì cũng chả khá hơn, đặc biệt là thời kỳ của Joseph Stalin. Sergei Prokofiev, Aram Khachaturian và Dmitri Shostakovich đã bị giới hạn trong những gì họ có thể làm. Trường hợp của Shostakovich là nổi bật nhất. Chế độ của Xô viết cho rằng các tác phẩm của ông quá hiện đại hoặc etilist. Chính vì sức ép của chính quyền, ông chỉ có hai lựa chọn: giao hưởng và nhạc phim, những thứ dễ làm hài lòng các quan chức của chính quyền. Trong khi chính những tác phẩm có quy mô nhỏ hơn, tứ tấu đàn dây chẳng hạn, mới phản ánh thực sự những gì mà nhà soạn nhạc này muốn nói. 

#### Hoa Kỳ- quốc gia của sự lánh nạn
Chiến tranh và đời sống chính trị ngột ngạt ở châu Âu đã khiến nhiều nhà soạn nhac không muốn ở lại. Rachmaninov, Schoenberg, Bartók hay Stravinsky là những trường hợp tiêu biểu. Đây là một cơ hội phát triển cho nền âm nhạc cổ điển non trẻ của Mỹ. Ở đó, không chỉ có những tài năng xuất chúng từ châu Âu mà còn có sự pha trộn phong cách giữa châu Âu, châu Mỹ và có thể là cả châu Phi. Những nhà soạn nhạc như George Gershwin hay Aaron Copland bắt đầu nổi lên với phong cách kiểu đó cộng với thẩm mỹ của riêng bản thân. Họ sử dụng nhạc jazz như một chất liệu sáng tác cho mình. Gersshwin và Duke Ellington bắt đầu sáng tác một cách "nghiêm túc" để biểu diễn trong phòng hòa nhạc, không còn mang tính chất ngẫu hứng nhiều như jazz. Jazz cũng ảnh hưởng nhiều đến cả những nhà soạn nhạc châu Âu nhiều kinh nghiệm như Stravinsky hay Maurice Ravel. 

#### Tác động của những thảm họa
Holocaust, bom nguyên tử tại Hiroshima và Thế chiến II đã thúc đẩy các nhà soạn nhạc sau 1945 rằng họ cần đặt quá khứ ra sau và tìm những phương pháp tiên tiến hơn. Pierre Boulez, với Structures được sáng tác vào năm 1951 có cả giai điệu, nhịp điêu, thậm chí là êm ả-inh ỏi theo điều khiển của toán học. John Cage thì độc đáo ở chỗ yêu cầu khán giả về vẻ đẹp của âm nhạc tự nhiên với tác phẩm 4 phút 33 giây, âm thanh ở đây chỉ là sự im lặng hoặc là âm thanh nào đó bao quanh một phòng hòa nhạc.